# Diplomacia do lobo guerreiro

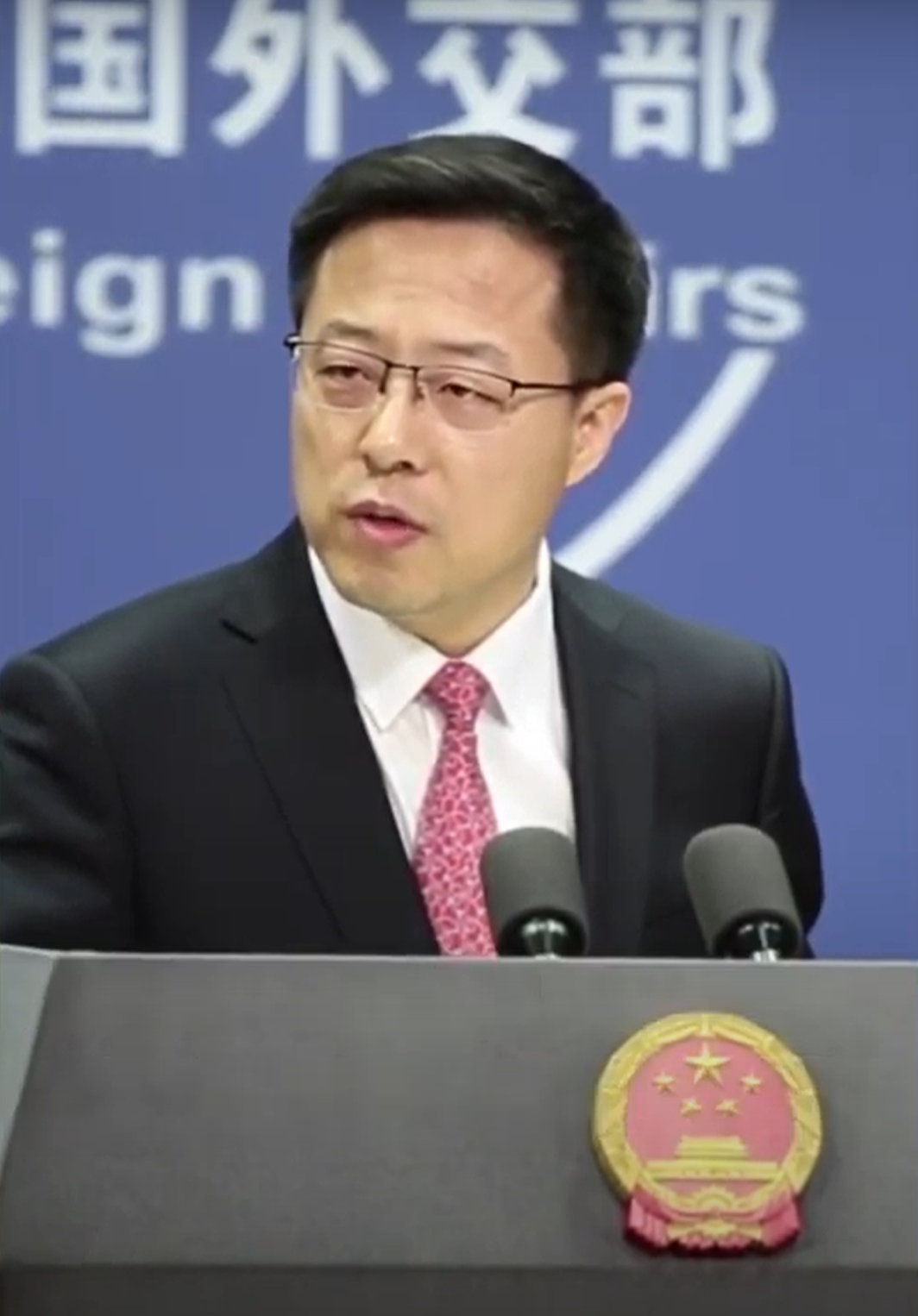
Zhao Lijian, porta-voz do Ministério das Relações Exteriores da China. O Ministério das Relações Exteriores é um dos muitos órgãos do governo chinês que cada vez mais emprega táticas diplomáticas agressivas.

Diplomacia do lobo guerreiro descreve um estilo agressivo de diplomacia adotada por diplomatas chineses no século XXI, sob a administração do líder chinês Xi Jinping. O termo foi cunhado a partir de um filme de ação chinês no estilo de Rambo, Wolf Warrior 2. Em contraste com a prática diplomática chinesa de Deng Xiaoping, que era caracterizada como "taoguang yanghui" (韬光养晦), em que enfatizou a necessidade de evitar polêmicas e o uso de retórica cooperativa, a diplomacia do lobo guerreiro é confrontadora e combativa, com seus defensores denunciando em voz alta qualquer crítica à China nas redes sociais e em entrevistas.
Embora a frase "diplomacia do lobo guerreiro" tenha sido popularizada apenas como uma descrição para essa filosofia diplomática durante a pandemia COVID-19, o aparecimento de diplomatas no estilo lobo guerreiro começou alguns anos antes. A política externa do líder chinês e secretário-geral do Partido Comunista Chinês, Xi Jinping, em sentido amplo, a percepção da hostilidade anti-China do Ocidente entre funcionários do governo chinês e as mudanças dentro da burocracia diplomática chinesa foram citados como fatores que levaram ao seu surgimento.

## Visão geral
A diplomacia do lobo guerreiro é caracterizada pelo uso da retórica de confronto pelos diplomatas chineses, bem como pela maior disposição dos diplomatas em rejeitar as críticas à China e participar de controvérsias em entrevistas e nas redes sociais. É um afastamento da antiga política externa chinesa, que se concentrava em trabalhar nos bastidores, evitando polêmicas e favorecendo uma retórica de cooperação internacional, exemplificada pela máxima de que a China "deve esconder sua força" na diplomacia internacional. Essa mudança reflete uma transformação maior em como o governo chinês e o PCC se relacionam e interagem com o mundo. Os esforços para incorporar a diáspora chinesa à política externa chinesa também se intensificaram, com ênfase na lealdade étnica em detrimento da lealdade nacional.
A diplomacia do lobo guerreiro começou a surgir em 2017, embora componentes dela já tivessem sido incorporados à diplomacia chinesa antes disso. Já em 2014, antes de uma visita do   primeiro ministro Li Keqiang à Grã-Bretanha, os  planificadores chineses fizeram uma queixa oficial  a Downing Street: o tapete vermelho  para a sua chegada a Heathrow era três metros demasiado curto. Quando o Comité Nobel  em 2010 atribuiu o prémio da paz a Liu Xiaobo, uma figura proeminente da oposição, preso várias vezes, o governo da Noruega foi "castigado" com o  cancelamento de todas as relações oficiais, e o embaixador norueguês em Pequim não foi convidado para eventos diplomáticos, durante bastante tempo.  Um impulso diplomático assertivo semelhante à diplomacia do lobo guerreiro também foi observado após a crise financeira de 2008. O surgimento da diplomacia do lobo guerreiro está ligado às ambições políticas de Xi Jinping, bem como à hostilidade anti-China percebida do Ocidente entre os funcionários do governo chinês.
"Lobo guerreiro" começou a ser usado como uma palavra da moda durante a pandemia de COVID-19. Na Europa, os líderes expressaram surpresa com os chineses usando um tom diplomático com eles que antes só teriam usado com países pequenos ou fracos, com a mensagem mudando de um tom de colaboração para um de oposição.

## Etimologia

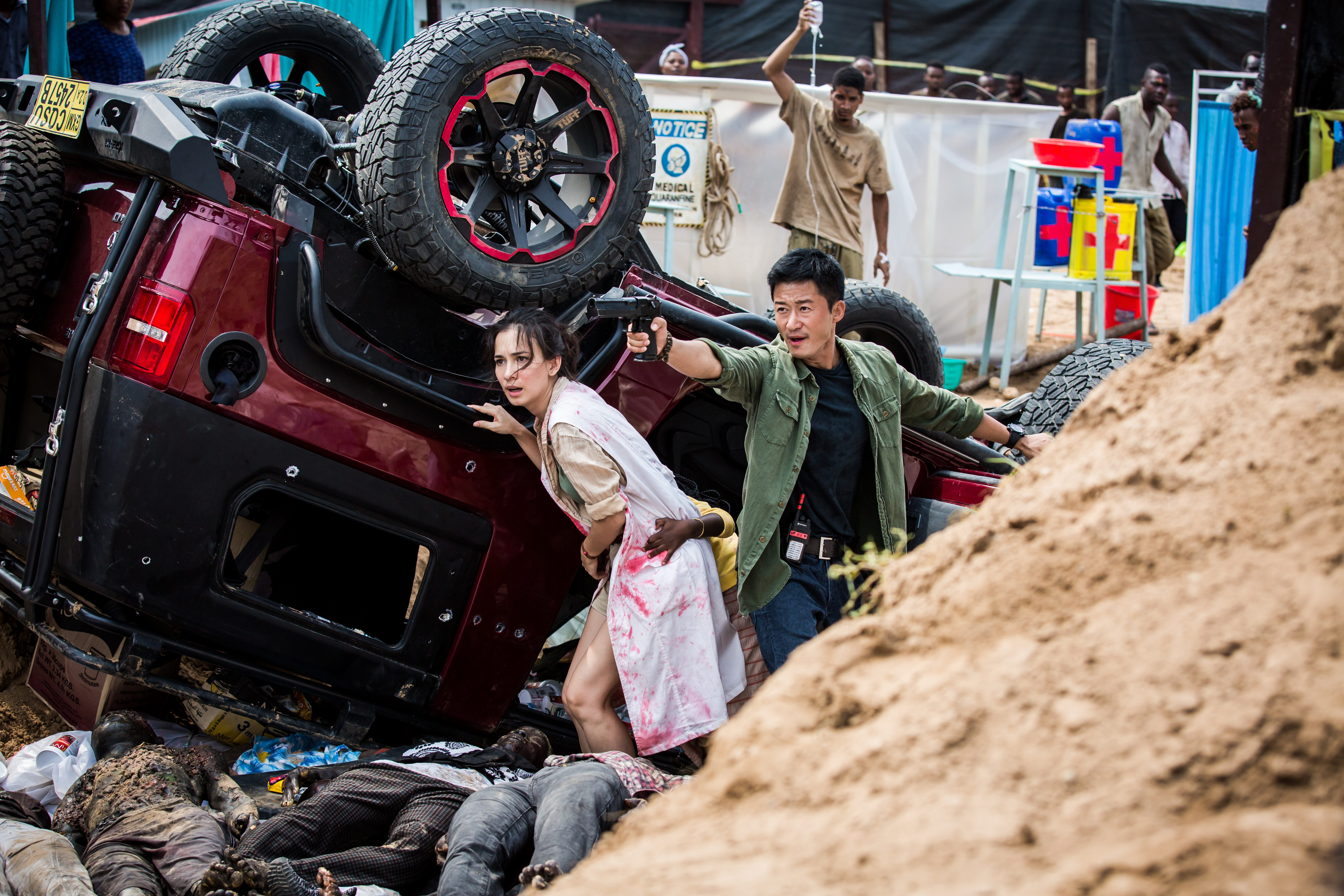
Wu Jing no set de Wolf Warrior 2

A frase é derivada do filme chinês Wolf Warrior 2, no estilo patriótico de Rambo. O slogan de Wolf Warrior 2 era "Quem atacar a China será morto, não importa a que distância o alvo esteja." No final do filme, a capa do passaporte chinês é exibida junto com o texto "Cidadãos da República Popular da China: Quando você encontrar perigo em um país estrangeiro, não desista! Por favor, lembre-se, atrás de você está uma forte pátria-mãe. "

## Proponentes e praticantes da diplomacia do lobo guerreiro
Além de Xi Jinping, Zhao Lijian, Hua Chunying, Wang Wenbin, Hu Xijin e Liu Xiaoming foram descritos como proeminentes defensores da diplomacia do lobo guerreiro.

### Zhao e a imagem manipulada
No final de 2020, Zhao Lijian usou sua conta no Twitter para divulgar uma imagem digitalmente manipulada de uma criança tendo a garganta cortada por um soldado australiano. Comentaristas globais chamaram o tweet de "uma forte escalada" na disputa entre a China e a Austrália. 

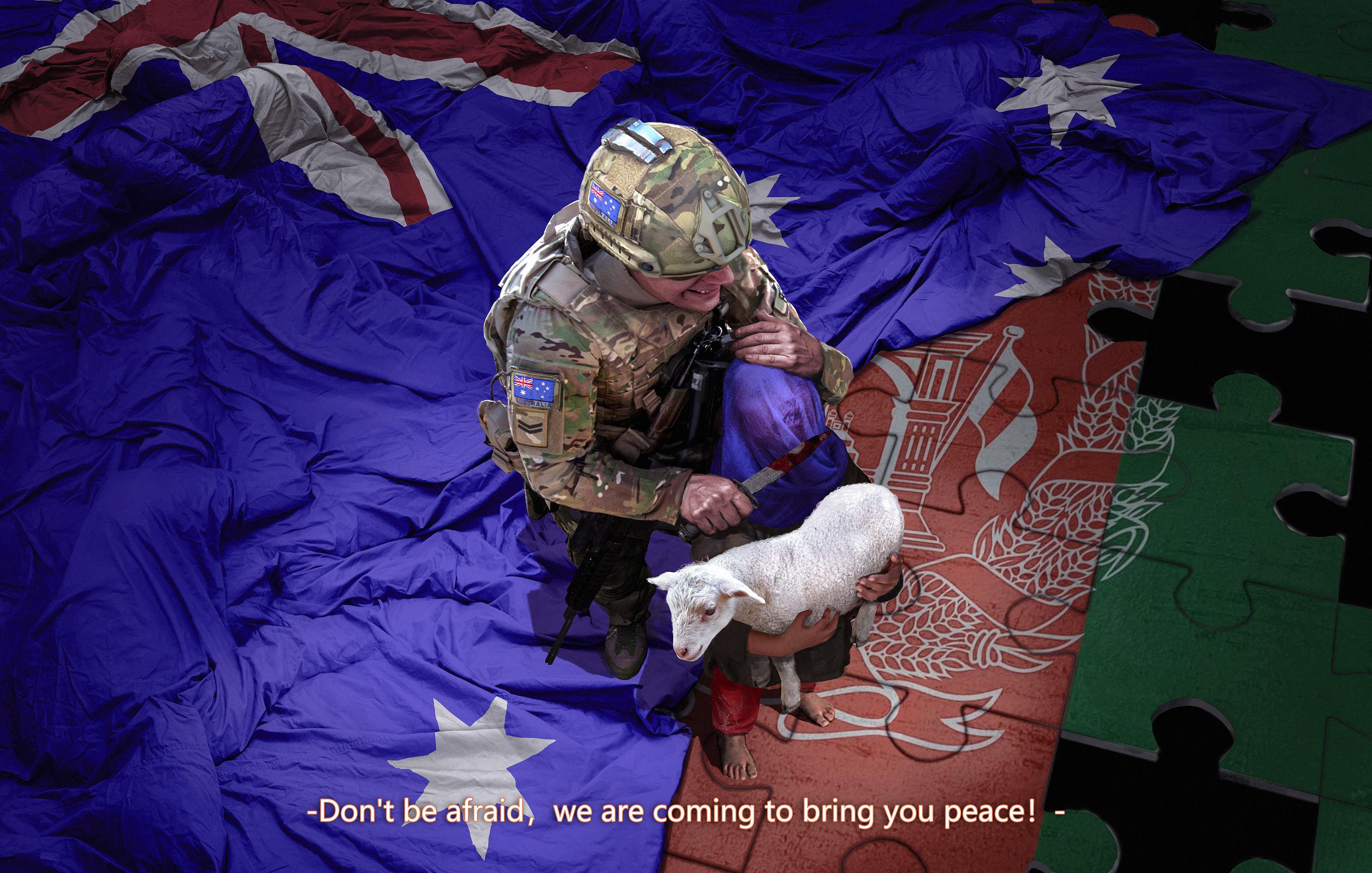
A imagem manipulada

 Em poucas horas, descobriu-se que a imagem havia sido criada por Wuheqilin, um artista chinês que se autodenominava "lobo guerreiro". A Reuters relatou que o primeiro-ministro Scott Morrison descreveu o tweet de Zhao como "verdadeiramente repugnante" e que "o governo chinês deveria estar totalmente envergonhado com esta postagem. Isso os diminui aos olhos do mundo." No dia seguinte, o Ministério das Relações Exteriores da China rejeitou as exigências de desculpas australianas. O incidente foi prejudicial para as relações Austrália-China. O efeito do tweet de Zhao foi unificar os políticos australianos através das linhas partidárias na condenação do incidente e da China em geral. Por outro lado, o tweet de Zhao também atraiu uma forte onda de apoio nacionalista na China, com a conta Weibo de Wuheqilin dobrando de seguidores para 1,24 milhão. Mais tarde, o analista de segurança Anthony Galloway descreveu o evento como "um ataque de zona cinza, se é que já houve um".

### Confronto de diplomatas em Fiji
Em 8 de Outubro de 2020, em Suva, capital da República das Fiji, celebrava-se num hotel desta cidade o dia nacional de Taiwan. Segundo relatos,  dois funcionários da embaixada chinesa chegaram sem serem convidados e começaram a assediar e a tentar fotografar os convidados, que incluíam ministros das Fiji, diplomatas estrangeiros, representantes de ONGs e membros da comunidade étnica chinesa das Fiji.
O pessoal taiwanês confrontou os funcionários e desencadeou-se uma luta, com um funcionário taiwanês a necessitar de tratamento no hospital por ferimentos na cabeça, segundo múltiplas fontes no local. A polícia foi chamada ao hotel,  e os  funcionários chineses reclamaram imunidade diplomática. Taiwan considerou o ocorrido uma seria violação das leis e das normas civilizadas.
Em Pequim, o ministro Zhao Lijian disse que os relatos eram "completamente inconsistentes” com os factos. Comparou Taiwan com um ladrão que grita "agarra que é ladrão". Afirmou que o evento no hotel era "uma séria violação da  política da China única" e que Taiwan tinha abertamente exibido a bandeira de um "falso país" inclusive num bolo.

## Resposta
A diplomacia do lobo guerreiro muitas vezes obteve uma forte resposta e, em alguns casos, provocou uma reação contra a China e contra diplomatas específicos. Em 2020, o Wall Street Journal noticiava que a ascensão da diplomacia do lobo guerreiro havia deixado muitos políticos e empresários se sentindo alvos. Uma pesquisa da Pew Research descobriu que 78% das pessoas nos países ocidentais "não têm muita ou nenhuma confiança" na liderança da China para fazer a coisa certa em relação aos assuntos mundiais. Em dezembro de 2020, Nicolas Chapuis, embaixador da União Europeia na China, alertou: “O que aconteceu durante o ano passado… foi uma grande interrupção ou redução do apoio na Europa e em outras partes do mundo em relação à China. E estou dizendo isso a todos os meus amigos chineses, vocês precisam olhar seriamente para isso”.